# Peribeia (filha de Alcatos)
Peribeia ou Eribeia, na mitologia grega, foi uma filha de Alcatos, rei de Mégara, esposa de Telamon, rei de Salamina e a mãe de Ájax.

## Família
Alcatos foi um filho de Pélope, e pai de Peribeia.
Alcatos teve duas esposas, a primeira, chamada Pyrgo, e a segunda, Euachme, filha de Megareu. Alcatos tornou-se genro e o sucessor de Megareu, rei de Mégara, porque matou o leão de Citerão, que havia matado o segundo filho de Megareu, deixando-o sem herdeiros. Mégara, segundo a análise de Pausânias, era um reino tributário a Atenas, tanto que Alcatos enviou sua filha Peribeia como tributo a Minos, durante a viagem que Teseu fez.
O texto de Pausânias não diz quem foi a mãe de Peribeia.

## Casamento
Telamon, filho de Éaco, ao fugir de Egina, após a morte de Foco, se refugiou na corte de Cicreu, rei de Salamina, casou-se com Glauce, filha de Cicreu, e, quando Cicreu morreu sem filhos, tornou-se rei de Salamina.
Após a morte de Glauce, Telamon casou-se com Eribeia (Peribeia) de Atenas, filha de Alcatos.
Eles tiveram um filho, que ganhou o nome Ájax porque Héracles rezou para que eles tivessem um filho homem, e neste momento apareceu uma águia  (aietos). Ájax foi o sucessor de Alcatos.
Telamon também teve um filho com Hesíone, filha de Laomedonte, que ele recebeu como espólio da guerra que Hércules fez contra Troia; o filho de Hesíone foi Teucro.